# Besa (namn)
Besa är ett kvinnonamn av albanskan besë ’löfte.’
94 kvinnor har Besa som tilltalsnamn i Sverige (enligt en sökning år 2018).